# أرانغا (نيوزيلاندا)
أرانغا (بالإنجليزية: Aranga)‏ مدينة تقع في الجزيرة الشمالية لنيوزلاندا، وتبعد عن أومابير 47 كيلونترا، وعن ادرغافيل 242 كيلومترا.